# مفتوحات الخطم
مفتوحات الخطم (الاسم العلمي:†Acleistorhinidae) هي فصيلة منقرضة من نظيرات الزواحف تتبع هلوسيات القحف.

## الأجناس
- مفتوح الخطم
- مجدوع المنخر